# Allan Gustafsson (regissör)
Allan Sigfrid Gustafsson, född 1 juni 1972 i Örnsköldsvik, är en svensk filmregissör. Han har regisserat kortfilmerna Semesterplaner, Elevhemmet, Tango Gondoliere. Han har också regisserat musik och reklamfilm sedan mitten på 90-talet. Regisserade Cuppen (Score i Sydafrika) för SVT 2006.

## Filmografi
| År   | Film              | Noteringar                                     |
| ---- | ----------------- | ---------------------------------------------- |
| 1995 | Toxic Demon Paint | Regi Manus                                     |
| 2002 | Semesterplaner    | Regi Klippning                                 |
| 2003 | Tango Gondolier   | Regi Manus Klippning                           |
| 2003 | Elevhemmet        | Regi Manus Producent Klippning Rättsinnehavare |
| 2006 | Cuppen            | Regi                                           |
| 2010 | Juni              | Regi Manus                                     |
| 2014 | Faust 2.0         | Regi Manus Producent                           |

Källa: